# کلاید (تگزاس)
کلاید، تگزاس(به انگلیسی: Clyde, Texas) شهری در ایالت تگزاس از ایالات جنوبی ایالات متحده آمریکا است. در سرشماری سال ۲۰۰۰، جمعیت این شهر ۳۳۴۵ نفر اعلام شد.